# Ernesto Giménez Caballero
Ernesto Giménez Caballero (Madrid, 2 août 1899 - Madrid, 14 mai 1988) est un écrivain, intellectuel et diplomate espagnol, figure marquante de l'Avant-Garde et introducteur du fascisme en Espagne.

## Publications
Livres
- Notas marruecas de un soldado, Imprenta E. Giménez, Madrid, 1923. Reedición: Planeta, Barcelona, 1983.
- Carteles [por Gecé], Espasa Calpe, Madrid, 1927.
- Los toros, las castañuelas y la Virgen. 3 ensayos folklóricos de España. 3 resucitamientos de España, Caro Raggio, Madrid, 1927.
- Yo, inspector de alcantarillas (epiplasmas), Biblioteca Nueva, Madrid, 1928. Reedición con prólogo de Edward Baker, Turner, Madrid, 1975.
- Hércules jugando a los dados, La Nave, Madrid, 1928. Reedición con prólogo de Inocencio Galindo y Enrique Selva, Los Libros del Innombrable, Zaragoza, 2000.
- Circuito imperial, Cuadernos de La Gaceta Literaria, Madrid, 1929.
- Traducción y prólogo («Carta a un compañero de la Joven España») a Curzio Malaparte, En torno al casticismo de Italia, Caro Raggio, Madrid, 1929.
- Julepe de menta, Cuadernos de La Lectura, Madrid, 1929.
- Cataluña ante España, Cuadernos de La Gaceta Literaria, Madrid, 1930.
- Trabalenguas sobre España. Itinerarios de Touring-Car. Baedecker espiritual de España, Compañía Ibero-Americana de Publicaciones, Madrid, 1931.
- El Robinsón Literario de España (o la República de las Letras), Edición de bibliófilo, Ediciones de La Gaceta Literaria, Madrid, 1932.
- Genio de España. Exaltaciones a una resurrección nacional y del mundo, Ediciones de La Gaceta Literaria, Madrid, 1932. 8.ª edición, con prólogo de Fernando Sánchez Dragó y epílogo de Rafael García Serrano, Planeta, Barcelona, 1983.
- Manuel Azaña (Profecías españolas), Ediciones de La Gaceta Literaria, Madrid, 1932. Reedición con un apédice de Jean Bécarud, Turner, Madrid, 1975.
- La nueva catolicidad. Teoría general sobre el Fascismo en Europa: en España, Ediciones de La Gaceta Literaria, Madrid, 1933.
- El Belén de Salzillo en Murcia. Origen de los nacimientos en España, Premio Nacional de literatura, Ediciones de La Gaceta Literaria, Madrid, 1934.
- Arte y Estado, Gráfica Universal, Madrid, 1935. Reedición con estudio preliminar de Enrique Selva, Biblioteca Nueva, Madrid, 2009.
- Exaltación del matrimonio. Diálogo de amor entre Laura y don Juan, Sociedad General Española de Librería, Madrid, 1936. 3ª edición: Fundación Universitaria Española, Madrid, 1982.
- Exaltaciones sobre Madrid hechas a los pueblos de España y a los pueblos del mundo, Ediciones Jerarquía,[s. l.], 1937.
- Roma risorta nel mondo, Premio internacional San Remo, trad. de Carlo Boselli, Editore Ulrico Hoepli, Milano, 1938.
- España y Franco, Ediciones «Los combatientes", Fascículo doctrinal Fe y Acción nº 1, Cegama (Guipúzcoa), 1938.
- Manifiesto a España, Publicaciones del Comité Nacionalista Español en Venezuela, Impresores Unidos, Caracas, 1938.
- El vidente, La Novela del Sábado, Genio y Hombres de España, Sevilla, 1939.
- Triunfo del 2 de mayo, Ediciones Los Combatientes, Fe y Acción, Fascículo doctrinal n.º 3, Madrid, 1939.
- Camisa azul y boina colorada, Ediciones Los Combatientes, Madrid, 1939.
- Roma madre, Ediciones Jerarquía, Madrid, 1939.
- ¡Hay Pirineos! Notas de un alférez en la IVª de Navarra sobre la conquista de Port-Bou, Editora Nacional, Madrid, 1939.
- Los secretos de la Falange, Ediciones Yunque, Barcelona, 1939.
- La juventud y España, Ediciones para el bolsillo de la camisa azul, Departamento Nacional de prensa y propaganda del SEU, Madrid, [s.a.]
- Lengua y Literatura de España, 6 volúmenes, Imprenta E. Giménez, Madrid, 1940-1949.
- La infantería española, Ediciones de la Vicesecretaría de Educación Popular, Madrid, 1941.
- Amor a Cataluña, Editorial Ruta, Madrid, 1942.
- ¡Despierta, Inglaterra! Mensaje a Lord Holland, Ediciones Toledo, Madrid, 1943.
- La matanza de Katyn. Visión sobre Rusia, Imprenta E. Giménez, Madrid, 1943.
- España nuestra. El libro de las juventudes españolas, Ediciones de la Vicesecretaría de Educación Popular, Madrid, 1943.
- Madrid nuestro, Ediciones de la Vicesecretaría de Educación Popular, Madrid, 1944.
- Amor a Andalucía, Editora Nacional, Madrid, 1944.
- Teatro escolar. Historia representable del Drama Religioso en España (Del siglo XII al siglo XVII). El misterio español de Cristo. Imprenta E. Giménez, Madrid, 1945.
- Afirmaciones sobre Asturias, Diputación Provincial de Asturias, Oviedo, 1945.
- El cine y la cultura humana, Ediciones de Conferencias y Ensayos, Bilbao, 1945.
- Don Ernesto o El Procurador del Pueblo en las Cortes Españolas, EPESA, Madrid, 1947.
- Amor a Galicia (progenitora de Cervantes), Editora Nacional, Madrid, 1947.
- Amor a Argentina (o el genio de España en América), Editora Nacional, Madrid, 1948.
- Amor a Méjico (a través de su cine), Seminario de Problemas Hispanoamericanos, Madrid, 1948.
- Amor a Portugal, Ediciones Cultura Hispánica, Madrid, 1949.
- Relaciones de España con la providencia, Ediciones para el bolsillo de la camisa azul, Departamento Nacional de Propaganda del Frente de Juventudes, Madrid, 1949. Reedición, ampliada: Talleres del Sagrado Corazón de Jesús, Madrid, 1949.
- La Europa de Estrasburgo. Visión española del problema europeo, Instituto de Estudios Políticos, Madrid 1950. Ed. francesa: L'Europe de Strasbourg. Vision Espagnole du Problème Européen, Éditions P. H. Heitz, Strasbourg, 1950.
- Teatro escolar. Historia representable del entremés en España (del siglo XV al siglo XX). Vida del estudiante español, Imprenta E. Giménez, Madrid, 1950.
- Norteamérica sonríe a España, Madrid, 1952.
- Lengua y literatura de la Hispanidad. Síntesis, Imprenta E. Giménez, Madrid, 1953.
- El mundo laboral en los clásicos españoles, Imprenta E. Giménez, Madrid, 1953.
- La lengua de España y el mundo laboral, Imprenta E. Giménez, Madrid, 1953.
- Valladolid. La ciudad más romántica de España, Publicaciones Españolas («Temas españoles» n.º 75), Madrid, 1954. Reimpresión: 1959.
- Maravillosa Bolivia (Clave de América), Ediciones Cultura Hispánica, Madrid, 1957.
- Revelación del Paraguay, Espasa-Calpe, Madrid, 1958.
- Bahía de todos os santos e de todos os demônios. Desenhos de Lenio, Publicações da Universidade da Bahia, Salvador de Bahía, 1958.
- Universal Cartagena, Editorial Baladre, Cartagena, 1958.
- Lengua y Literatura de la Hispanidad en textos pedagógicos (para la enseñanza en España, América y Filipinas) 3 volúmenes (I Los Orígenes, II Renacimiento y Barroco, y III Ilustración, Romanticismo, Hispanidad), Imprenta E. Giménez, Madrid, 1963-1965.
- El dinero y España, Afrodisio Aguado, Madrid, 1964.
- Paulo VI y su Iglesia, Ministerio de Educación Nacional, Dirección General de Enseñanza Media, Madrid, 1965.
- Genio hispánico y mestizaje, Editora Nacional, Madrid, 1965.
- Asunción, capital de América, Ediciones Cultura Hispánica, Madrid, 1971.
- Las mujeres de América, Editora Nacional, Madrid, 1971.
- Junto a la tumba de Larra, Editorial Salvat/Alianza Editorial (Colección RTV, nº 99), Estella, 1971.
- Rizal, Publicaciones Españolas («Temas españoles» n.º 525), Madrid, 1971.
- Sindicalismo y socialismo en España, Organización Sindical Española, Ediciones y Publicaciones Populares, Madrid, 1972.
- Cabra la cordobesa (Balcón poético de España), Premio Juan Valera, Publicaciones Españolas («Temas Españoles» n.º 533), Madrid, 1973.
- Cartageneras, Publicaciones Españolas («Temas Españoles», n.º 541), Madrid, 1975. 2ª edición: Ediciones Isabor, Murcia, 2007.
- El procurador del pueblo y su cronicón de España, Ediciones Umbral, Madrid, 1975.
- Memorias de un dictador, Planeta, Barcelona, 1979. 2ª edición [abreviada], 1981.
- Don Quijote ante el mundo (Y ante mí), Inter American University Press, Puerto Rico, 1979.
- Julepe de menta y otros aperitivos, Planeta, Barcelona, 1981.
- Retratos españoles (bastante parecidos), Planeta, Barcelona, 1985.
- E. Giménez Caballero. Prosista del 27 (Antología), edición de Enrique Selva Roca de Togores, Anthropos (Suplementos, n.º 7), Barcelona, 1988.
- Visitas literarias de España (1925-1928), edición y prólogo de Nigel Dennis, Pre-textos, Valencia, 1995.
- Casticismo, nacionalismo y vanguardia, selección y prólogo de José-Carlos Mainer, Fundación Santander Central Hispano, Madrid, 2005.
- Gacetas y meridianos. Correspondencia Ernesto Giménez Caballero/Guillermo de Torre (1925-1968), edición de Carlos García y María Paz Sanz Álvarez, Iberoamericana/Vervuert, Madrid/Frankfurt am Main, 2012.

Articles
- «Conmemoración de don Juan Valera», Revista de Occidente, 16 (octubre de 1924), págs. 140-150.
- «Revista literaria», Revista de las Españas, 1 (junio de 1926), págs. 72-74.
- «Hipótesis a un problema de Juan de la Encina», Revista de Filología Española, vol. XIV (1927), págs. 59-69.
- «Las manos en la literatura. Pío Baroja ingeniero de sus novelas», La Gaceta Literaria, 1 (1 de enero de 1927), pág. 1.
- «Conversación con una camisa negra», La Gaceta Literaria, 4 (15 de febrero de 1927), pág. 1.
- «Guitarra negra: malagueñas», Litoral, 3 (marzo de 1927).
- «Manías de los escritores. La de Juan Ramón Jiménez», La Gaceta Literaria, 8 (15 de abril de 1927), pág. 1.
- «Primer amor. Y Góngora en el dancing», Verso y Prosa, 6 (junio de 1927).
- «Procesión», Papel de Aleluyas, 1 (julio de 1927), pág. 1.
- «Datos para una solución», Revista de Occidente, 49 (julio de 1927), págs. 23-37.
- «Ecuación de la aleluya», Papel de Aleluyas, 3 (septiembre de 1927), pág. 1.
- «Manías de los escritores. La de Pío Baroja (los judíos)», La Gaceta Literaria, 17 (1 de septiembre de 1927).
- «Síncopas y tangentes», Síntesis (Buenos Aires), 8 (diciembre de 1927), págs. 135-139.
- «Conversación con Marinetti», La Gaceta Literaria, 28 (15 de febrero de 1928), pág. 3.
- «Eoántropo. El hombre auroral del arte nuevo», Revista de Occidente, 57 (marzo de 1928), págs. 309-342.
- «Fichas textuales», Mediodía, 11 (marzo de 1928), págs. 13-14.
- «Cartel de la nueva literatura», La Gaceta Literaria, 32 (15 de abril de 1928), pág. 7.
- «Lectura oblicua», Manantial, 3 (junio de 1928), págs. 1-2.
- «Goya, vértice de España», Síntesis (Buenos Aires), 18 (noviembre de 1928), págs. 273-292.
- «Itinerarios jóvenes de España. Federico García Lorca», La Gaceta Literaria, 48 (15 de diciembre de 1928).
- «Infanzia di don Giovanni (Quaderni di un gesuita)», 900 (Milán), 1929, págs. 11-17.
- «Carta a un compañero de la Joven España», La Gaceta Literaria, 52 (15 de febrero de 1929), págs. 1 y 5.
- «Color de España», Síntesis (Buenos Aires), 25 (junio de 1929), págs. 31-33.
- «La vanguardia en España», Cosmópolis (septiembre de 1929), págs. 165-167.
- «Articulaciones sobre lo violento», Síntesis (Buenos Aires), 32 (enero de 1930), págs. 153-161.
- «Monograma sobre la judería de Escopia», Revista de Occidente, 81 (marzo de 1930), págs. 356-376.
- «San José (Contribución para una simbología hispánica)», Revista de Occidente, 83 (mayo de 1930), págs. 169-227.
- «Mensaje a Cataluña. La concordia, en la aventura», La Gaceta Literaria, 96 (15 de diciembre de 1930), págs. 1-2.
- «El escándalo de L'Age d'Or en París. Palabras con Salvador Dalí», La Gaceta Literaria, 96 (15 de diciembre de 1930).
- «Ensayo sobre mí mismo», Books Abroad (Oklahoma), vol. V, 1 (enero de 1931), págs. 6-8.
- «Fama póstuma. Ante el traslado a Madrid de los restos de Pablo Picasso», La Gaceta Literaria, 100 (1 de marzo de 1931), págs. 1-2.
- «Comprensión italiana de Lenin», La Conquista del Estado, 1 (14 de marzo de 1931), pág. 3.
- «Interpretación de dos profetas. Joaquín Costa y Alfredo Oriani», La Conquista del Estado, 2 (21 de marzo de 1931), págs. 1-2.
- «Ante la nueva justicia española. La Gaceta Literaria y la República», La Gaceta Literaria, 105 (1 de mayo de 1931), pág. 1.
- «El fascismo y España», La Gaceta Literaria, 121 (15 de enero de 1932), págs. 7-8.
- «Confesiones. Ilusiones», La Gaceta Literaria, 122 (15 de febrero de 1932), pág. 13.
- «Ripercussioni del fascismo in Spagna», Gerarchia (Milán), (octubre de 1932), págs. 835-842.
- «Los creadores del fascismo. El genio romano de Benito Mussolini», El Fascio, 1 (16 de marzo de 1933), págs. 9-10.
- «Contra todo lo fácil», J.O.N.S., 6 (noviembre de 1933), págs. 247-250.
- «Año XI. Octubre», F.E., 1 (7 de diciembre de 1933), pág. 8.
- «Séneca o los fundamentos estoicos del fascismo», F.E., 4 (25 de enero de 1934), págs. 8-10.
- «Un precursor español del fascismo», J.O.N.S., 8 (enero de 1934).
- «Lettera dalla Spagna. La rivoluzione», Critica Fascista (Roma), (1 de noviembre de 1934), págs. 13-15.
- «El Arte y la Realidad», Acción Española, 72 (febrero de 1935), págs. 246-262.
- «Dialoghi d'amore tra Laura e Don Giovanni o il Fascismo e l'amore», Antieuropa (Roma), (septiembre de 1935), págs. 567-599.
- «Nueva filografía. Exaltación del matrimonio», I y II, Acción Española, 80 (octubre de 1935), págs. 117-137; y 81 (noviembre de 1935), págs. 249-271.
- «En el centenario de Jovellanos. Su mensaje a Arnesto», Revista de Estudios Políticos, 17 (1944), págs. 149-169.
- «Fundación y destino de La Gaceta Literaria», La Estafeta Literaria, 1 (5 de marzo de 1944), pág. 3.
- «Cine y Política», Revista de Estudios Políticos, 19 (1945), págs. 171-211.
- «Genio de Castilla», Revista de Estudios Políticos, 25 (1946), págs. 135-162.
- «Recuerdos vivos ante Maeztu muerto», Cuadernos Hispanoamericanos, 33-34 (septiembre-octubre de 1952), págs. 25-32.
- «Perspectiva de Rumanía», Revista de Estudios Políticos, 74 (1954), págs. 145-160.
- «La América de mañana», Revista de Estudios Políticos, 89 (1956), págs. 153-176.
- «La esposa como musa», Cuadernos Hispanoamericanos, 110 (febrero de 1959), págs. 173-180.
- «Gracián desde el Paraguay. Conmemoración de un aragonés universal», Razón y Fe, 734 (marzo de 1959), págs. 229-240.
- «Bellas letras», Poesía, 3 (noviembre-diciembre de 1978), págs. 71-80.